# María Josefa Sancho
María Josefa Sancho de Guerra, cuyo nombre religioso era María Josefa del Corazón de Jesús (Vitoria, País Vasco, España, 7 de septiembre de 1842 - Bilbao, 20 de marzo de 1912), fue una religiosa española, fundadora del Instituto de las Siervas de Jesús de la Caridad y declarada santa por la Iglesia católica en el año 2000.

## Vida
Nació  en el número 108 de la calle de la Herrería,  fue el tercer vástago en el seno de una familia de modestos artesanos. Su padre Bernabé Sancho era sillero y murió cuando tenía 7 años.Su madre fue Petra de Guerra. Bautizada al día siguiente de su nacimiento y confirmada dos años más tarde el 10 de agosto de 1844 y la primera comunión a los 10 años. A los 15 años fue enviada donde vivió durante unos años en casa de unos familiares en Madrid. El 3 de diciembre de 1865 ingresó como monja en el Instituto de las Siervas de María, tomando el nombre religioso de María Josefa del Corazón de María.

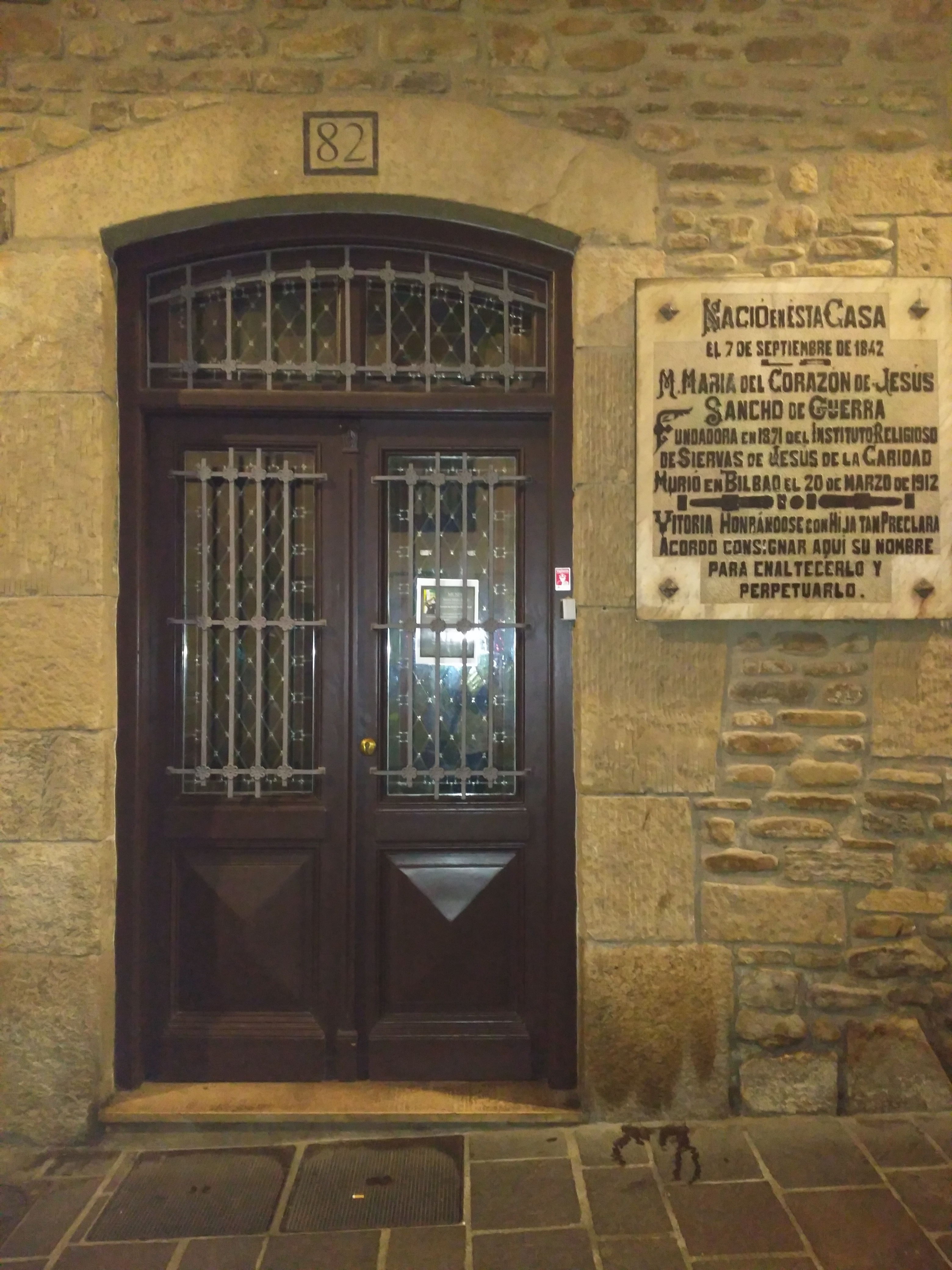
Casa natal de María Josefa Sancho en la calle Herrería de Vitoria

Los contactos con el Arzobispo Antonio María Claret y con santa Soledad Torres Acosta, fueron madurando para salir del Instituto de las Siervas de María para dar vida a una nueva familia religiosa, que tuviera la exclusiva de la asistencia a los enfermos en los hospitales y en sus domicilios,. 
En la primavera de 1871, a los 29 años, funda en Bilbao, junto con otras 4 compañeras que habían salido del Instituto de las Siervas de María, y con el permiso del cardenal arzobispo de Toledo, el Instituto de las Siervas de Jesús, del que sería superiora durante los 41 años siguientes. 
Esta nueva institución tenía como finalidad la asistencia a los enfermos en los hospitales y en sus domicilios, de los ancianos, los niños y los desamparados. El 1880 se estableció en la calle Correría, para trasladarse en 1895 al edificio actual. En su casa natal de la calle Herrería, las religiosas de dicho Instituto instalaron un oratorio y habilitaron en la planta baja un dispensario, en 1925. La primera casa dedicada a la asistencia domiciliaria y hospitalaria para enfermos la abrió en Bilbao en 1871. 

En 1892 abrió una guardería pionera en Tolosa (Guipúzcoa) además de otras 39 casas más en otros lugares. En la actualidad son 93 las que hay, estando en Vitoria instalada su casa en el n.º 21 de la calle Siervas de Jesús.La institución fue creciendo desde su primera casa abierta en Bilbao en 1871, de tal forma que cuando María Josefa falleció en 1912 eran 43 las casas fundadas y un millar las religiosas de la institución. Hoy en día se halla extendida a 16 países con 1050 religiosas, y posee casi 100 casas repartidas por Europa (España, Francia, Portugal), América (Argentina, Chile, Colombia, Ecuador, México, Perú, República Dominicana, Paraguay) y Filipinas, donde el carisma de servir a los enfermos las caracteriza, donde los acompaña hasta la puerta de la eternidad, complementando esta función con el de los misioneros que llama a los extraviados al recto camino de la vida, según lo menciona en el Directorio de Asistencias de la Congregación Religiosa Siervas de Jesús de la Caridad, Vitoria, 1930, p. 9: 
De esta manera, las funciones materiales de nuestro Instituto, destinadas a procurar la salud corporal de nuestros prójimos se elevan a una gran altura y hacen nuestra vida activa más perfecta que la contemplativa, como enseñó el angélico maestro Santo Tomás que dice de los trabajos dirigidos a la salud del alma que vienen de la contemplación.
Fue enterrada en el cementerio municipal de Bilbao. Pero en 1926, al crecer su fama de santidad, sus restos mortales fueron trasladados a la Casa Madre del Instituto, y sepultados en la capilla donde aún reposan.

## Canonización

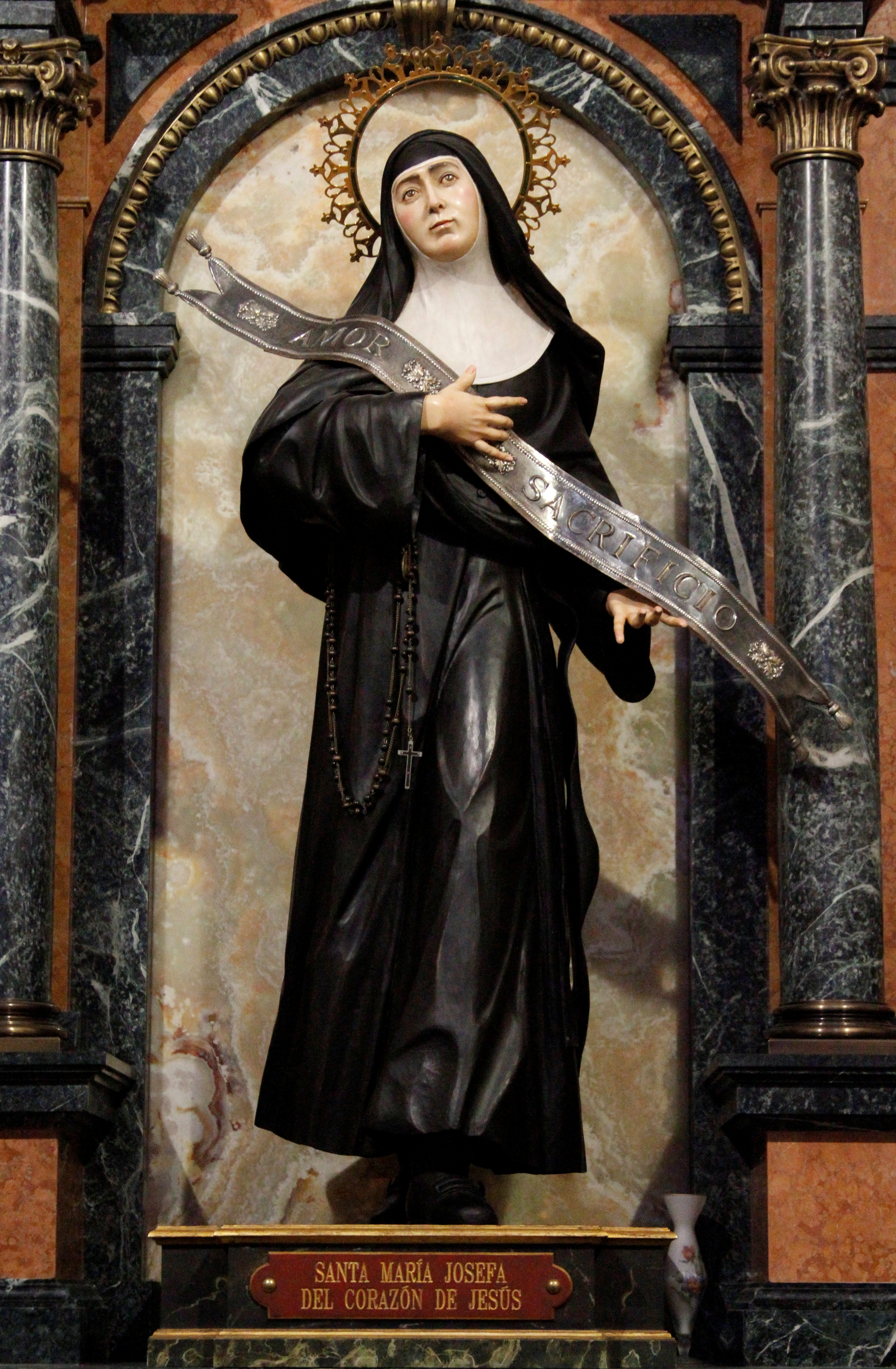
Interior de la Catedral

La causa de canonización de María Josefa Sancho comenzó el 31 de mayo de 1951, el Proceso Ordinario Informativo en Bilbao. El 7 de enero de 1972, el Decretum super introductione Causae. El 7 de septiembre de 1989 se promulgó el Decretum super Virtutibus siendo declarada beata el 27 de septiembre de 1992. El 10 de enero del año 2000, el Papa Juan Pablo II fijo la fecha de su canonización que fue el 1 de octubre del mismo año donde la declaró finalmente santa.

## Reconocimientos
El Ayuntamiento de Vitoria la declaró Hija Predilecta de la Ciudad el año de 1942, al conmemorarse el centenario de su nacimiento.  
Hay una plaza dedicada a la santa en el barrio de San Ignacio de Bilbao. 
En 2008 se inaugura en el barrio bilbaíno de Miribilla una iglesia que lleva su nombre.
También posee una calle en su honor en la ciudad de Vitoria (la calle de la Fundadora de las Siervas de Jesús) y un pequeño museo en la calle de la Herrería, en la que nació.